# Enermax
Enermax est une entreprise taïwanaise produisant des alimentations et des systèmes de refroidissements pour PC.

## Historique
L'entreprise a été fondée en 1990. Depuis 2004, l'entreprise est cotée à la bourse de Taïwan. Elle a accru sa présence sur le marché à partir de la fin des années 2000 en proposant des produits répondant à des labels exigeants (80+ argent, or, 87+). Cette ambition se retrouve dans sa présence au Computex[pas clair] en 2010.